# Бојан Мијаиловић
Бојан Мијаиловић (Лепосавић — Бањска, 24. септембар 2023) био је Србин са Косова и Метохије који је погинуо у окршају против косовске полиције и специјалних снага у Бањској 24. септембра 2023. године.

## Биографија
Рођен је у Лепосавићу. Према речима министра унутрашњих послова самопроглашене Републике Косово Џељаља Свечље био је телохранитељ Александра Вулина током његове посете Косову и Метохији 2013. године.
Погинуо је заједно са Стефаном Недељковићем и Игором Миленковићем у окршају против косовске полиције и специјалних снага у Бањској 24. септембра 2023. године. Према речима директора Канцеларије за Косово и Метохију Петра Петковића, Мијаиловић је хладнокрвно убијен након што се предао. Сведок догађаја је изјавио како је косовска полиција убила рањеног Мијаиловића са два метра раздаљине. Сахрањен је 1. октобра у Лепосавићу.
Био је отац двоје деце.